# 田野村 (愛媛県)
田野村（たのむら）は愛媛県東予地方の周敷郡のち周桑郡にあった村である。
1956年（昭和31年）に、丹原町、中川村との1町2村の合併により丹原町となり、自治体としては消滅した。丹原町は平成の市町村合併にて西条市、東予市、丹原町、小松町の合併により、西条市となり、現在に至っている。

## 地理
周桑平野（道前平野）を東流する中山川の扇状地の扇央部左岸に位置する。
河川
中山川　関屋川、高松川
村名の由来
田野郷の名は既に平安期から見え、肥沃な田野から来たものとされる。古くは「田乃」とも書いた。

## 歴史
中世
- 千原ヶ原などの河原はたびたび合戦の場となった。

藩政期
- 松山藩領。
- 大村であり、北田野村、南田野村（田野上方村とも）に分かれていた。
- 扇状地のため水利に悩み、水利争いが散発している。
- 貞享年間から数次にわたり、ため池の造営が行われた。

明治以降
- 1906年（明治39年） - 千原鉱山及び四阪島の煙害発生、大正末期まで尾を引く。
- 1928年（昭和3年） - 田野上方において耕地整理実施。

### 村の沿革
- 1889年12月15日 - 町村制施行により周敷郡長野村（ながの-）、田野村上方（たのうわがた-）、北田野村（きたたの-）、高松村（たかまつ-）、川根村（かわね-）が合併し、周敷郡田野村として発足。
- 1897年4月1日 - 周敷郡が桑村郡と合併したため、周桑郡田野村となる。
- 1956年9月1日 - 丹原町、中川村の一部と合併して丹原町となり、田野村は自治体としては消滅。

```
田野村の系譜
（町村制実施以前の村）　（明治期）　　　　　（昭和の合併）　　　　　（平成の合併）
　　　　　　　　　　　　町村制施行時　　う　え
　　　　　　　　　　桜樹村━━━━━━━┓　┃
　　　　　　　　　　中川村━━━━━━━┻━┫
　　　　　　　　　　　　　　　　　　　　　　┃
川根　━━━━┓　　　　　　　　　　　　　　┃
高松　━━━━╋━━田野村━━━━━━━━━┫
長野　━━━━┫　　　　　　　　　　　　　　┃
田野上方━━━┫　　　　　　　　　　　　　　┃昭和31年9月1日
北田野━━━━┛　　　　　　　　　　　　　　┃ 合併
　　　　　　　　　　　　　　　あ　　　　　　┃
　　　　　　　　　　福岡村━━丹原町━┳━━┻┳━━━━━━━━┓
　　　　　　　　　　徳田村━━━━━━┛い　　┃お　　　　　　　┃
　　　　　　　　　　　　　　　　　　　　　　　　　　　　　　　　┃平成16年11月1日
　　　　　　　　　　　　　　　　　　　　　　　　　　　　　　　　┃新設合併、新・西条市発足
　　　　　　　　　　　　　　　　　　　　　　　　　西条市━━━━╋━━西条市
　　　　　　　　　　　　　　　　　　　　　　　　　東予市━━━━┫
　　　　　　　　　　　　　　　　　　　　　　　　　小松町━━━━┛

あ　大正2年12月13日　丹原町、町制施行
い　昭和30年4月25日 丹原町・徳田村が合併し丹原町に
う　昭和30年7月20日 中川村・桜樹が合併し中川村に
え　昭和31年9月1日 中川村のうち大字滑川、大字明河字九騎及び大字明河字海上の区域が温泉郡川内村へ編入
お　昭和31年9月30日 大字明河字塩獄の区域が温泉郡川内村へ編入

（注記）田野村以外の合併以前の系譜はそれぞれの市町村の記事を参照のこと。

```

## 地域
合併・発足時の5つの旧村がそのまま大字を形成し、丹原町になっても引き継がれた。
長野村（ながの）、田野村上方（たのうわがた）、北田野（きたたの）、高松（たかまつ）、川根（かわね）
平成の大合併により西条市の一部となった現在では、地名表記は西条市に「丹原町」を続け、大字は省く。
例 西条市丹原町長野

## 産業
古来、米作中心であった。明治時代に入り櫨・楮の栽培が奨励され、一斉に広がり、製蝋所も2ヵ所あった。日露戦争後、桑畑に転換し、さらに大正時代後半には落葉果樹に転換し、現在に至っている。平地部においては、昭和初期に動力による水汲みの導入により水利の確保が容易となり、畑が水田に転換された。